# Dominic Lewis
Dominic Alexander Charles Lewis (Londen, 29 januari 1985) is een Brits filmcomponist en cellist.

## Levensloop
Lewis werd geboren in Londen en komt uit een muzikale familie van getalenteerde muzikanten. Op jonge leeftijd leerde hij cello spelen. Ook speelde Lewis piano en gitaar en zong hij in koren. Hij volgde een klassieke opleiding in cello en muziekcompositie aan de Royal Academy of Music in Londen, onder toezicht van gerespecteerde leraren zoals Sir Peter Maxwell Davies, evenals wereldberoemde filmcomponisten zoals Craig Armstrong en David Arnold.
Tijdens zijn studie stond hij onder het mentorschap van filmcomponist Rupert Gregson-Williams. In 2009 verhuisde Lewis naar Los Angeles om zich bij Remote Control Productions aan te sluiten. Hij diende op de muziekafdelingen van verschillende grote studiofilms onder de componisten Henry Jackman, John Powell en Ramin Djawadi, meestal in de hoedanigheid van het leveren van aanvullende muziek.
In 2014 werd Lewis genomineerd voor de Annie Award for Outstanding Achievement in Music in an Animated Feature Production voor zijn werk aan de film Free Birds uit 2013. In 2015 werd hij genomineerd voor de World Soundtrack Award for Discovery of the Year voor de film Spooks: The Greater Good uit 2015. De muziek die Lewis componeerde voor de film Girls Night Out uit 2017, werd in de Verenigde Staten uitgebracht onder de titel Rough Night.

## Filmografie
| Jaar | Titel                           | Opmerkingen                 |
| ---- | ------------------------------- | --------------------------- |
| 2013 | Free Birds                      |                             |
| 2015 | The Duff                        |                             |
| 2015 | Spooks: The Greater Good        |                             |
| 2015 | Open Season: Scared Silly       | met Rupert Gregson-Williams |
| 2016 | Money Monster                   |                             |
| 2017 | Fist Fight                      |                             |
| 2017 | Girls Night Out                 |                             |
| 2018 | Peter Rabbit                    |                             |
| 2018 | Goosebumps 2: Haunted Halloween |                             |
| 2020 | My Spy                          |                             |
| 2021 | Peter Rabbit 2: The Runaway     |                             |
| 2021 | Jolt                            |                             |
| 2021 | The King's Man                  | met Matthew Margeson        |
| 2022 | Bullet Train                    |                             |
| 2022 | Spirited                        |                             |
| 2022 | Violent Night                   |                             |
| 2024 | Lift                            | met Guillaume Roussel       |
| 2024 | The Fall Guy                    |                             |
| 2025 | Karate Kid: Legends             |                             |
| 2025 | Nobody 2                        |                             |

## Overige producties

### Televisieseries
| Jaar | Titel                       | Opmerkingen                  |
| ---- | --------------------------- | ---------------------------- |
| 2015 | Kevin from Work             |                              |
| 2015 | The Player                  |                              |
| 2015 | The Man in the High Castle  | 2015-2018, met Henry Jackman |
| 2017 | DuckTales                   | 2017-2021                    |
| 2019 | The Rocketeer               | 2019-2020                    |
| 2021 | Monsters at Work            |                              |
| 2022 | Baymax!                     |                              |
| 2023 | Kaleidoscope                |                              |
| 2023 | My Adventures with Superman | met Daniel Futcher           |

### Documentaires
| Jaar | Titel                    | Opmerkingen |
| ---- | ------------------------ | ----------- |
| 2020 | The Accidental President |             |

### Korte films
| Jaar | Titel                           | Opmerkingen     |
| ---- | ------------------------------- | --------------- |
| 2011 | Dragons: Gift of the Night Fury | met John Powell |
| 2018 | Flopsy Turvy                    |                 |

### Additionele muziek
Als additioneel componist.
| Jaar | Titel                               | Opmerkingen                            |
| ---- | ----------------------------------- | -------------------------------------- |
| 2010 | Clash of the Titans                 | voor Ramin Djawadi                     |
| 2010 | Gulliver's Travels                  | voor Henry Jackman                     |
| 2011 | Rango                               | voor Hans Zimmer                       |
| 2011 | Rio                                 | voor John Powell                       |
| 2011 | Kung Fu Panda 2                     | voor Hans Zimmer en John Powell        |
| 2011 | X-Men: First Class                  | voor Henry Jackman                     |
| 2011 | Puss in Boots                       | voor Henry Jackman                     |
| 2011 | Sherlock Holmes: A Game of Shadows  | voor Hans Zimmer                       |
| 2012 | Man on a Ledge                      | voor Henry Jackman                     |
| 2012 | Abraham Lincoln: Vampire Hunter     | voor Henry Jackman                     |
| 2012 | Red Dawn                            | voor Ramin Djawadi                     |
| 2012 | Wreck-It Ralph                      | voor Henry Jackman                     |
| 2013 | G.I. Joe: Retaliation               | voor Henry Jackman                     |
| 2013 | This Is the End                     | voor Henry Jackman                     |
| 2014 | Captain America: The Winter Soldier | voor Henry Jackman                     |
| 2014 | Big Hero 6                          | voor Henry Jackman                     |
| 2014 | The Interview                       | voor Henry Jackman                     |
| 2014 | Kingsman: The Secret Service        | voor Henry Jackman en Matthew Margeson |
| 2015 | Le Petit Prince                     | voor Hans Zimmer en Richard Harvey     |
| 2021 | Rumble                              | voor Lorne Balfe                       |

### Vocalist
| Jaar | Titel                               | Opmerkingen                   |
| ---- | ----------------------------------- | ----------------------------- |
| 2014 | Captain America: The Winter Soldier | voor Henry Jackman            |
| 2014 | The Amazing Spider-Man 2            | voor Hans Zimmer              |
| 2016 | Batman v Superman: Dawn of Justice  | voor Hans Zimmer en Junkie XL |